# Easier (5 Seconds of Summer)
Easier è un singolo del gruppo musicale australiano 5 Seconds of Summer, pubblicato il 23 maggio 2019 come primo estratto dal quarto album in studio Calm.
Il brano è stato scritto da Ali Tamposi, Ryan Tedder, Charlie Puth, Louis Bell e Andrew Watt, e prodotto da questi ultimi tre.

## Video musicale
Il video è stato reso disponibile il 23 maggio 2019 attraverso il canale YouTube del gruppo.

## Tracce
7", download digitale – 1ª versione
1. Easier – 2:37

Download digitale – remix
1. Easier (Seeb Remix) – 2:45

Download digitale – versione dal vivo
1. Easier (Live from the Vault) – 3:26

Download digitale – 2ª versione
1. Easier (5SOS x Charlie Puth) – 2:37

## Classifiche

### Classifiche settimanali
| Classifica (2019) | Posizione massima |
| ----------------- | ----------------- |
| Australia         | 12                |
| Austria           | 58                |
| Belgio (Fiandre)  | 48                |
| Canada            | 37                |
| Danimarca         | 25                |
| Estonia           | 18                |
| Grecia            | 21                |
| Irlanda           | 25                |
| Italia            | 95                |
| Lettonia          | 17                |
| Lituania          | 14                |
| Malaysia          | 16                |
| Norvegia          | 38                |
| Nuova Zelanda     | 16                |
| Paesi Bassi       | 66                |
| Portogallo        | 52                |
| Regno Unito       | 27                |
| Repubblica Ceca   | 45                |
| Singapore         | 16                |
| Singapore         | 27                |
| Stati Uniti       | 48                |
| Svezia            | 74                |
| Svizzera          | 66                |
| Ungheria          | 8                 |

### Classifiche di fine anno
| Classifica (2019) | Posizione |
| ----------------- | --------- |
| Australia         | 89        |